# Émile Verhaeren
Émile Verhaeren (Saint-Amand les Puers, 21. svibnja 1855. – Rouen, 27. studenog 1916.), belgijski pjesnik francuskog jezičnog izraza. 
Verhaeren je pjesnik moderne civilizacije, rada i radnog čovječanstva. Jedan je od najvećih belgijskih pjesnika i preteča simbolizma u Belgiji.  Već u prvim, naturalistički obojenim pjesmama otkriva temperament neobuzdane žestine i divlju snagu izraza. Jedan je od osnivača časopisa La Jeune Belgique (hrv. mlada Belgija).

## Životopis
Émile Verhaeren rođen je 21. svibnja 1855. u Saint-Amandu, nedaleko Anversa. Njegovi roditelji, Henri Verheren i Jeanne De Bock, bavili su se prodajom tkanina. Majčina sestra, Amélie, često ga je čuvala, a njoj je bila povjerena i briga za njegovo obrazovanje. Djetinjstvo je proveo u svom rodnom mjestu, malom industrijskom i poljoprivrednom selu. 1868. godine upisuje isusovačku školu Sainte-Barbe à Grand, gdje sluša klasične predmete, a najviše interesa pokazuje prema romantičnim romanima. Profesori su ga opisivali kao učenika slobodna uma s provokantnim idejama. Srednju školu završava 1874. te se zapošljava u uljari svog ujaka. Ondje radi godinu dana te donosi odluku da računovodstvo i upravljanje ipak nije za njega. Upisuje studij prava na Sveučilištu u Louvainu. U studentskim danima surađuje na časopisu ˝La semaine des étudiants˝. 1875. godine nestaje njegova tetka koja će mu zauvijek ostati u lijepom sjećanju. Sveučilište završava 1881. kao doktor prava te počinje stažirati kod Edmonda Picarda, književnika i suca ujedno angažiranog u politici. On ga podržava u pozivu pisca te zahvaljujući njegovog potpori, nakon odrađena svega dva odvjetnička slučaja, Verhaeren odlučuje da svoj život ipak želi posvetiti poeziji i književnosti.
Počinje surađivati na časopisima La Jeune Belgique (koji se zalaže za parnasovski pristup umjetnosti) i L'art moderne osnivača Edomonda Picarda (koji zagovara istraživanje novih književnih formi). U tom razdoblju upoznaje slikare Jamesa Ensora i Théa Van Rysselberghea. 1883. godine objavljuje svoje prvo djelo Les Flamandes.
1888. ostaje bez roditelja te proživljava tešku duševnu krizu i gubi vjeru u Boga i razočaran je u katolički nauk. Odlučuje si pomoći putovanjem te posjećuje Španjolsku i Englesku gdje upoznaje brojna lica kao što su Coppée, Bourget, Huysmans, Mallarmé. Susret s Martom Massin, budućom suprugom, pomogao mu je da ponovno zavoli život i prikupi novu snagu za stvaranje, pisanje, djelovanje. U razdoblju od 1895. do 1896., Verhaeren je ponovno prihvaćen i aktivan u Bruxellesu i Parizu. Inspiriraju ga panorame velikih industrijskih gradova od željeza i čelika, slavi znanstveni progres i čovjeka budućnosti. Uz liriku pisao je i drame, pripovijetke te umjetničke kritike.
Zahvaljujući bogatom opusu, možemo zaključiti da je Verhaeren bio veliki radnik. Njegov pjesnički izraz je svjež i pomalo neuglađen, ali u sebi sadrži snažnu poruku. Nijedan pjesnik nakon Charlesa de Costera nije se belgijskom narodu obraćao tako izravno. Tri teme koje se isprepliću u Verhaerenovim djelima su Flandrija, snaga čovječanstva i romantična partnerska ljubav.
Emile Verhaeren poginuo je 27. studenog 1916. u Rouenu pod kotačima vlaka.

## Djela i motivi
Djela Émila Verhaerena kritičari razvrstavaju na nekoliko razdoblja: parnasovski počeci u mladosti (1883-1886), nakon čega slijedi mračno razdoblje (1886-1891) povezano s moralnom krizom:
- Les Flamandes 1883. (hrv. Flamanke), djelo koje slavi senzualnost Flamanaca,
- Les Moines 1886. (hrv. Redovnice), u kojem progovara o mističnosti belgijske duše,
- Les Soirs  1886. (hrv. Večeri)
- Les Débâcles 1888. (hrv. Porazi)
- Les Flambeaux Noirs 1891. (hrv. Crne zublje).

Zatim, u razdoblju kada se više okrenuo prema društvu i društvenim problemima od 1893. do 1896. Verhaeren realizira sljedeće zbirke poezije u kojima progovara o jadu urbanog, ali i seoskoga života: 
- Les Campagnes hallucinées 1893. (hrv. Halucinantna polja)
- Les Villes tentaculaires 1895. (hrv. Polipski gradovi)
- Les Villages illusiores 1895. (hrv. Varljiva sela), koje karakterizira upotreba simbola, alegorija i hiberbola,
- Almanach 1895.

Nakon toga slijede nešto intimnija djela prožeta pozitivnim raspoloženjem:
- Les Heures claires 1896. (hrv. Sati osvita), ljubavna trilogija posvećena Marti Massin,
- Les Visages de la Vie 1899.
- Toute la Flandre 1904. – 1911. (hrv. Cijela Flandrija), povratak u djetinjstvo i veličanje rodne zemlje,
- Les Forces tumultueuses 1901. (hrv. Halabučne snage)
- La multiple splendeur 1906. (hrv. Mnogostruki sjaj)
- Les Rythmes souverains 1910.

Verhaerenovi osjećaji ljubavi prema svijetu i nade za novo čovječanstvo duboko su uzdrmani 1914. godine početkom Prvog svjetskog rata. Objavljuje seriju tekstova:
- La Belgique sanglante 1915. (hrv. Krvava Belgija)
- Les Ailes rouges 1916. (hrv. Crvena krila)
- Parmi les cendres 1916.
- La Belgique dévastée 1916.

Uz to, Verhaeren piše i za kazalište:
- Les Aubes 1898. (hrv. Svitanja)
- Le Cloitre 1900. (hrv. Samostan)
- Philippe II 1901. (hrv. Filip II.)
- Helene de Sparte 1914. (hrv. Helena Spartanska)[5]